# アリス・ド・ナミュール
アリス・ド・ナミュール（フランス語：Alice de Namur, 1112/5年 - 1169年7月）は、ナミュール伯ジョフロワ1世とエルメジンデ・フォン・ルクセンブルクの娘。

## 生涯
父ジョフロワ1世は1130年ごろにアリスをエノー伯ボードゥアン4世と結婚させた。ジルベール・ド・モンスは、アリスが「優美な姿と美貌」を持つと述べている。息子ボードゥアンは、1196年にアリスの兄ハインリヒ4世が死去した後にナミュール伯位を継承した。
アリスとボードゥアン4世の間に以下の子女が生まれた。
- ヨランド（1131/5年 - 1202年以降） - ソワソン伯イヴ2世・ド・ネールと結婚、サン＝ポル伯ユーグ4世と再婚[4]
- ボードゥアン（1134年 - 1147/50年）[5]
- アニェス（1140/5年 - 1174年以降） - クシー領主ラウール1世と結婚[4]
- ジョフロワ（1147年 - 1163年） - オストゥルヴァン伯、ヴェルマンドワ女伯エレオノールの最初の夫[5]
- ローレット（1181年没） - ディルク・ファン・アールストおよびブシャール4世・ド・モンモランシーと結婚[4]
- ボードゥアン5世（1150年 - 1195年） - エノー伯、マルグリット・ダルザスとの結婚によりフランドル伯[5]
- アンリ（1207年以降没） - セブール領主[5]
- ベルト[6]

アリスは1169年に死去し、モンスの聖ウォルトルード教会に埋葬された。